# Mymensingh (stad)
Mymensingh is een stad in Bangladesh. De stad is de hoofdstad van zowel de divisie Mymensingh als het district Mymensingh. De stad telt ongeveer 332.000 inwoners.
Sinds 1987 is de stad de zetel van het rooms-katholieke bisdom Mymensingh.